# Depresión (canción)
«Depresión» es la tercera canción y el segundo sencillo del segundo álbum Desechable, de la cantante chilenomexicana Mon Laferte lanzado el julio de 2011 en todas las radios de México y Chile.
Además en itunes y en Internet a través de las redes sociales con la publicación del respectivo videoclip en su canal de Youtube, además fue parte de la banda sonora de la canción de la película peruana Loco cielo de Abril, estrenada el año 2014.

## Antecedentes
Esta canción es parte del álbum Desechable, publicado en julio de 2011, aunque en Youtube circulan versiones de canción del año 2008, aunque en un estilo distinto al publicado en Desechable.
Según lo explicado por la propia artista en un video dirigido por Sebastián Soto Chacón y  que subió a su canal de Youtube donde hace una revisión de todas las canciones del álbum Desechable, esta canción la escribió en su primer año en México, se encontraba muy deprimida, además llegaba a su casa y tenía cerros de loza sin lavar, quiso aprovechar ese estado para escribir la canción.

## Letra
La letra de la canción habla de una mujer que luego que lo dejara su pareja, ha dejado de hacer sus tareas cotidianas y teme enfermarse de depresión.

## Videos musicales
La canción posee dos videos musicales, el primer video musical publicado en el canal de Youtube  de la artista y otro video como parte de la banda sonora de la película Loco cielo de Abril publicado en el canal de Big Bang Films.

### Primer video musical
El primer video musical fue publicado en el canal de la artista el 22 de julio del año 2011, fue dirigido por Sebastián Soto-Chacón, donde se le puede ver cantando en su hogar en pijamas, en una actitud de estar sola y despechada por el abandono de su novio.

### Versión Loco cielo de Abril
El segundo video musical vinculado a la película Loco cielo de Abril, también dirigido por Sebastián Soto-Chacón junto a Sandro Ventura y Ani Alva Helfer, fue publicado el 13 de febrero del año 2014, comienza con una actriz de la película cantando la canción en un karaoke y luego aparece la artista cantando la canción en vivo, intercalado con escenas de la película, interpretadas por Fiorella Rodríguez y Javier Levi.